# 王明 (萬曆進士)
王明（1550年—？），字汝亮，號文軒，山西平陽府解州人，民籍，明朝政治人物。

## 生平
萬曆元年（1573年）癸酉科山西鄉試第六十三名舉人，八年（1580年）中式庚辰科會試第二百四十一名，三甲一百九十名進士。礼部觀政，本年授直隸束鹿縣知縣，十年调繁任丘县，仍保留束鹿县事，丁憂歸。十五年复除密云县，十七年行取，七月選授山東道御史，十九年巡鹽兩淮，二十一年差应天巡按，二十三年巡按四川，二十六年五月升大理寺右寺丞，二十七年五月轉左寺丞，七月進右少卿，三十一年三月升太僕寺卿。三十三年三月考察致仕。

## 家族
曾祖王欽；祖父王和；父王玉圭，曾任貢士。母慈氏；前母蔡氏。慈侍下。